# Вон Йон Чжун
Вон Йон Чжун (кор. 원영준,8 січня 1998) — південнокорейський плавець.
Учасник Олімпійських Ігор 2016 року.